# Horatio Walpole (4e comte d'Orford, seconde création)
Horatio William Walpole, 4e comte d'Orford (18 avril 1813 - 7 décembre 1894), nommé Lord Walpole entre 1822 et 1858, est un pair britannique et un homme politique conservateur.

## Biographie
Il est le fils d'Horatio Walpole (3e comte d'Orford), et de Mary, fille de William Augustus Fawkener.
En 1835, à l'âge de 21 ans, il est élu au Parlement comme l'un des deux représentants de Norfolk East, un siège qu'il occupe jusqu'en 1837. En 1858, il succède à son père dans le comté et prend son siège à la Chambre des lords. Il qualifie la célèbre avocate des droits des femmes Mary Wollstonecraft de "hyène en jupons".

## Famille
Lord Orford épouse Harriet Bettina Frances, fille de l'amiral Fleetwood Pellew (en), en 1841. Ils ont deux filles.
- Dorothy Elizabeth Mary Walpole (1842-1921), épouse Don Ernesto del Balzo, 7e duc di Caprigliano, duc del Balzo
- Maude Mary Walpole (née le 9 août 1844), épouse le comte Salvatore Grifeo et Grevana, prince Palagonia

Elle est décédée en novembre 1886. Lord Orford lui survit huit ans et est décédé en décembre 1894 à l'âge de 81 ans. Il est remplacé dans le comté par son neveu, Robert Walpole (5e comte d'Orford).
Lord Orford a un enfant illégitime, Horatio Walpole, de Lady Susan, épouse du 5e duc de Newcastle et fille d'Alexander Hamilton (10e duc de Hamilton).